# Крајпуташ Војину Петковићу у Богданици
Крајпуташ Војину Петковићу у Богданици (општина Горњи Милановац) налази се у долини речице Тиње, на граници атара села Богданица и Дружетићи. Камени белег обележава место на коме је застала погребна поворка са телом Војина Петковића, да му се „кости одморе” на путу ка вечној кући.
Споменик се налази се на имању Радисава Кнежевића, у близини макадама који повезује Дружетиће, Богданицу и Тометино Поље. Као и репрезентативан пример народне уметности 19. века, својим изгледом, натписом и ликовном обрадом споменик представља драгоцен извор за етнографска и сродна истраживања.
Животопис богданичког домаћина Војина Петковића који је изненада преминуо у 35. години, оставивши иза себе супругу са петоро мале деце − четири сина и једногодишњу кћи, описао је његов унук−имењак у забелешкама објављеним 2019. године под насловом „Живот о себе: мемоарски записи Војина Петковића”.

## Опис
На лицу споменика окренутом ка југоистоку уклесан је приказ коњаника у народној ношњи. Димензије човека и коња су у диспропорцији, а јахач горњим делом тела приказан фронтално. Изнад главе покојника урезан је једнокраки крст, а са страна његово име и презиме: ВОИ/ЈИ ПЕТ/КОВИЋ. Покојник је средњих је година, озбиљног лика и одмереног држања. Одевен је у антерију и чакшире  потурлије. На глави носи фес, а на ногама уланске чизме са мамузама. На полеђини споменика приказан је грчки крст уоквирен венцем, испод кога је текст епитафа. Натпис се наставља на десној бочној страни испод стилизованог цветног орнамента. На наспрамном боку приказани су омиљени покојникови предмети − фрула и двојнице.

### Материјал, димензије и стање
Споменик је у облику стуба од сивог кабларског пешчара, димензија 120х42х21,5 cm. Релативно је добро очуван, са великим уломком у горњем делу леве бочне стране. Површина камена прекривена је лишајем и ситнијим оштећењима. Остаци првобитне полихромије очувани су у траговима, док је зеленкасти бојени слој новијег датума. Донедавно, споменик је имао прекривку у облику тање профилисане плоче.

## Епитаф
Натпис на полеђини споменика гласи:
ОВДЕ ОДМОРЕНЕ КОСТИ И ТЕЛО УПОКОЈЕНОГ ВОИНА ПЕТКОВИЋА ИЗ БОГДАНИЦЕ
ПРАТЕЋИ ТУЖНО У ГРОБЉЕ КОЈЕ ПОЖИВИЈО ... РАДНО 35 Г СВОГ ЖИВОТА
У НАЈЉЕПШЕ ДОБА ОЖАЛОСТИ МАЈКУ 17 АВГУСТА 1896
БОГ ДА МУ ДУШУ ПРОСТИ
Наставак текста на левом боку делимично је нечитак због оштећења: 
(...)
МАЈКА ВАСИЛИЈА И ЊЕГОВИ СИНОВИ МИЛЕНКО ДРАГИША СТАНИША И ВЕЛИСАВ
И ЊЕГ СУПРУГА МИЛОИКА ДА ИМ СРЦ ЖАЛОСТ ПРОЂЕ